# Godefroi de Viterbe
Godefroi de Viterbe ou Geoffroy de Viterbe, en latin Gotifredus Viterbiensis (né vers 1133 à Viterbe et mort vers 1195) est un écrivain, poète, historien et chroniqueur italien du XIIe siècle. 

## Biographie
Né à Viterbe, mais d'origine allemande, Godefroi de Viterbe reçoit son éducation à l'école cathédrale de Bamberg. Vers 1140 il intègre la Chancellerie apostolique puis revient en Allemagne servir successivement les empereurs germaniques Conrad III, Frédéric Barberousse et Henri VI.
Il se retire ensuite dans sa ville natale, où il révise et termine en 1191 son ouvrage majeur, le Pantheon, une histoire du monde en prose et vers latins.

## Œuvres
- Speculum regum (1183)
- Memoria saeculorum seu liber memoriale (1185)
- Liber universalis,  (vers 1187)
- Gesta Friderici I. et Heinrici VI. imperatorum, metrice scripta (...), (1155-80)
- Pantheon, sive Universitatis libri qui chronici appellantur XX, omnes omnium seculorum et gentium (...) (1187-91)